# Patrick Heusinger
Patrick Heusinger (14 de febrero de 1981) es un actor estadounidense. 

## Biografía
Hizo su debut en la película del 2006 Sweet Land, en el papel del Joven Lars, y luego apareció  en Tie a Yellow Ribbonel y The Nanny Diaries. Desde 2006 ha viajado con la empresa nacional de teatro Spamalot, en el rol de Lancelot. Se graduó en la prestigiosa escuela de actuación Juilliard.
Apareció como estrella invitada en la serie Gossip Girl, interpretando al nuevo interés amoroso de Blair (Leighton Meester), Lord Marcus Beaton.
Salió con una mujer inglesa llamada Ingrid Baruja por muchos años, juntos pasaron sus veranos universitarios trabajando cerca de Winchester, Inglaterra.